# 2030年国際博覧会
2030年リヤド国際博覧会（2030ねんリヤドこくさいはくらんかい、Expo 2030 Riyadh）は2030年にサウジアラビアのリヤドで開催予定の国際博覧会。
「登録博」に区分されており、総合的なテーマを扱う、大規模博覧会として実施される予定である。開催期間は、2030年10月1日から2031年3月31日の予定。
中東での開催は、2021年に開催されたドバイ国際博覧会に次いで2度目。

## 選出
2023年11月28日に行われた第173回BIE総会での投票で開催地が決定された。
投票総数の3分の2以上を得た都市が開催権を獲得するが、達しない場合は最下位の都市が脱落、2都市に絞り込んだ場合は過半数を得た都市が開催権を獲得する。
立候補都市は以下の通り。括弧内は獲得票数。
- リヤド[3]　　　（119）
- 釜山広域市[4]　（29）
- ローマ[5]　　　（17）

立候補取り下げ
- モスクワ　ウクライナ紛争により取り下げ[6][7]。
- オデッサ[8] 同上

## テーマ
The Era of Change: Together for a Foresighted Tomorrow
（変化の時代　共に先見性のある明日へ）